# 北桥

CPU的北桥和南桥

北橋（英語：Northbridge）是基於Intel處理器的個人電腦主機板芯片组兩枚芯片中的一枚，北橋用来处理高速信号，例如中央處理器、記憶體、整合式GPU、高速總線（如PCI Express介面或AGP介面）控制器，还有與南橋之間的通信。

## 總覽
傳統的北橋內建記憶體控制器，以及連接顯示卡等高速裝置（如PCI Express x16/AGP）。AMD從Athlon 64處理器開始把記憶體控制器整合到CPU中，棄用FSB匯流排而改用HyperTransport匯流排，北橋的作用只剩下連接顯示卡等高速裝置。Intel从Nehalem微架构开始也把内存控制器集成到CPU中，弃用FSB总线。
有的晶片組（如nForce 4），北橋會和南橋整合在同顆晶片中。有一些北橋內建顯示核心（如Intel GMA），也支援AGP或PCI Express介面。整合顯示核心的北橋若偵測到已安裝的PCIe/AGP顯示卡，會停止其GPU功能，但有些北橋可以允許同時使用整合式顯示卡和安裝外加顯示卡，作為多顯示輸出。
Intel Hub Architecture （IHA）晶片組分成二大項：Graphics and Memory Controller Hub（GMCH/MCH）與I/O Controller Hub（ICH）。

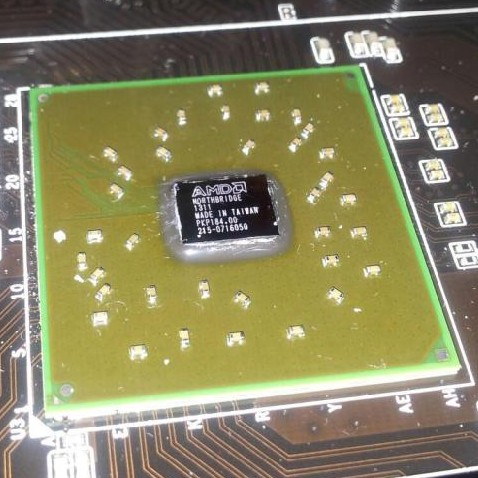
AMD的RD9x0系列北桥芯片（AMD970）

## 淘汰

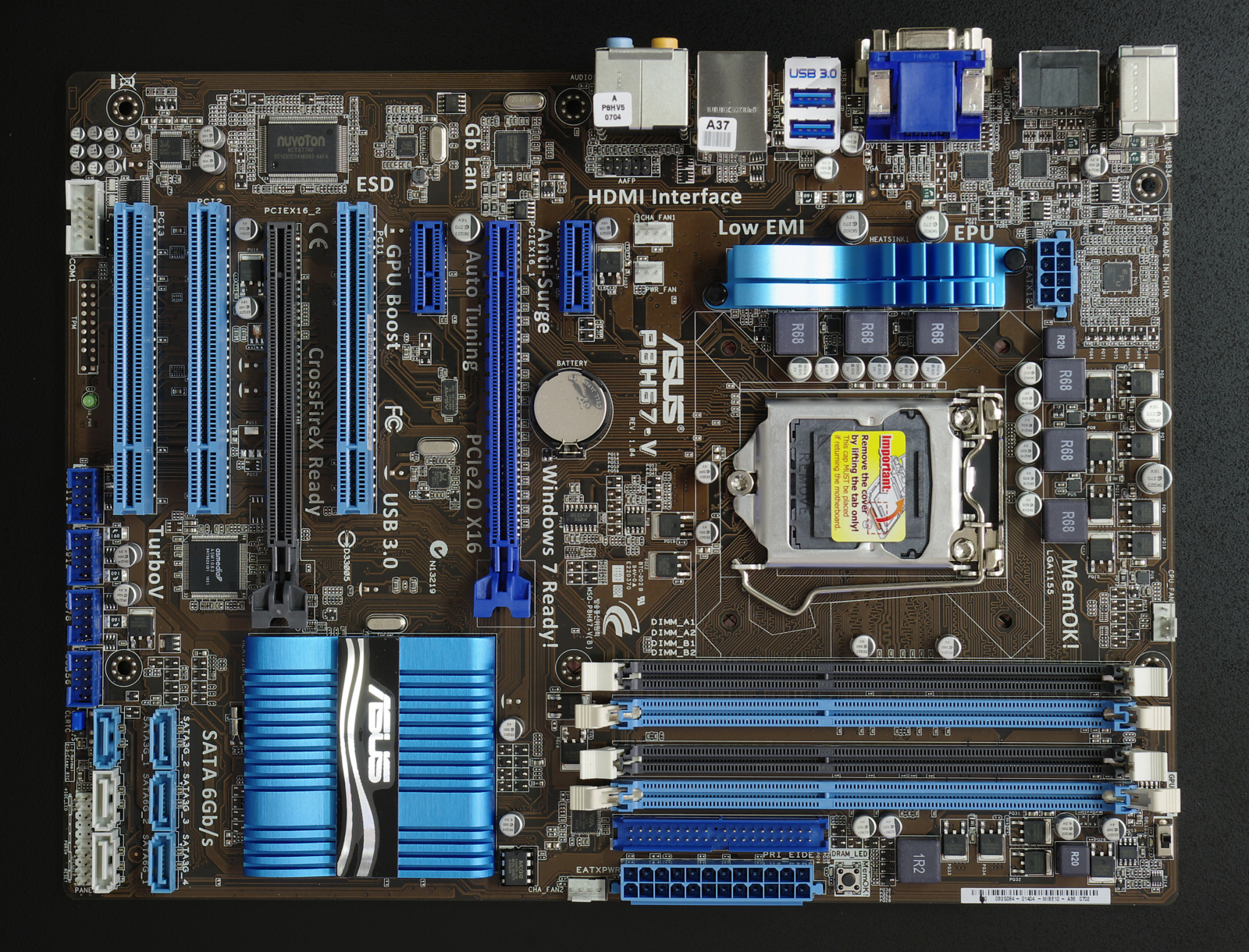
只有南橋的LGA 1155（Socket H2）主機板

AMD在Athlon 64處理器中整合了記憶體控制器，處理器可直接存取記憶體，提升了系統效能。北橋的功能只剩下連接顯示卡等高速裝置，例如PCI Express x16和AGP。AMD APU/AMD Ryzen等AMD處理器整合了北橋（記憶體控制器、高速PCI Express控制器和整合的GPU），主機板上只剩下南橋，AMD將南橋稱為FCH（Fusion Controller Hub）。AMD在Ryzen、EPYC處理器中還整合了部分南橋的功能。
英特尔在第一代Core i7中把記憶體控制器整合到了CPU，Intel IOH（IO Controller Hub）北橋的功能只剩下連接高速裝置（如顯卡）。從LGA 1156、LGA 2011開始，Intel處理器整合了北橋（記憶體控制器、高速PCI Express控制器和Intel HD Graphics），主板上只剩下南橋，Intel將南橋稱為平台路徑控制器（PCH）。